# Bertram Obling
Bertram Obling, född 26 september 1995, är en dansk handbollsmålvakt som spelar för tyska HC Erlangen.
Med IK Sävehof var han med och blev Svensk mästare 2021 och Svensk cupmästare 2022. Han blev uttagen i Handbollsligans All-Star Team 2021/2022 som bästa målvakt.